# Urban målare
Urban målare, egentligen Urban Larsson, död 1568 eller senare men före 1574 i Stockholm, var en tysk-svensk målare.

## Biografi
Urban var gift med Karin Hansdotter Busse (Buss, Busch), som senare nämns som omgift med Jacob glasmästare. Urban målare var möjligen svensk, men sannolikt inflyttad från det sydtyska konstområdet. Han är omnämnd första gången i svenska handlingar 1527 som målare vid Gustav Vasas hov och förekommer därefter flitigt i hovräkenskaperna fram till 1568. Hans huvudsakliga uppgift vid hovet var att utföra dekorerings- och förgyllningsarbeten, och han åtnjöt en ansedd ställning vid hovet på grund av sin hantverksskicklighet. Hans enda bevarade säkra arbete är den på trä målade Arvstavlan i Rådstugan, som framställer ett stamträd bestående av ornamentalt utformade små inskriftskartuscher som växer upp ur marken och sedan i fyra led förgrenar sig snett nedåt sidorna. De centrala kartuschen har istället för text på stammen ett porträtt av den så kallade arvlåtaren, efter Heinrich Vogtherrs och hans son Heinrich Vogtherrs mönsterböcker. Bilden av arvlåtaren återfinns även i Drabantsalstaket på Gripsholms slott, vilket gör det möjligt att anta att Urban målare haft att göra med Drabantsalsdekorationen, men målningen i Drabantsalen brukar tillskrivs Anders Larsson, som var medhjälpare till Urban målare på Stockholms slott.
På goda grunder är Urban målare även attribuerad till en glasmålning av Margareta Leijonhufvuds vapen som målades i slutet av 1530- eller början av 1540-talet. Målningen var först placerad i Västerås domkyrka, men är nu flyttad till Statens historiska museum i Stockholm. Leijonhufvuds vapenmålning uppvisar samma goda hantverksnivå som Arvstavlan såväl i utformningen av den ålderdomliga minuskelinskriften som i fråga om dekorativa utförandet. Ett visst stöd för attribueringen får man även av notiser i arkiven att Urban målare även var verksam som glasmålare. Det finns inga belägg för att han arbetat med landskapsmåleri, och de av Göran Axel-Nilsson anförda skäl som talar för att Urban målare skulle vara upphovsman till Vädersolstavlan i Stockholms Storkyrka är inte helt övertygande.
Urban målare är även nämnd som upphovsman till fem av Gustav Vasas triumftavlor som fanns på Gripsholms slott, som idag är kända i form av fem små akvarellkopior på Kungliga biblioteket i Stockholm. Alla hans många dekorativa arbeten förstördes i samband med den stora slottsbranden 1697, men en del uppgifter om hans målningar kan läsas i slottets arkivaliska notiser. Man vet genom handlingarna att han 1532 fick betalt för att måla taket blått i lilla nya maket och att han kopierade några av Willems målningar. Ett stort belopp utbetalades 1548 för arbeten utförda på slottet, 1551 nämns att han förgyllde 30 pilastrar och 1553 uppbar han betalning för förgyllning av knoppar och flöjlar till det rikt profilerade utsirade koppartaket på det nya tornet mot strömmen. För Storkyrkan målade han ett glasfönster 1560, och 1561 utförde han arbeten i samband med Gustav Vasas begravning. När Erik XIV lät uppföra ett lusthus förgyllde han sex pelare och fyra svarvade rosor samt en tavla på glas av lusthuset. De sista noteringarna i slottsarkiven är daterade 1568, då Urban kvitterar ut bladguld och bladsilver som han och Måns målare skall använda till lusthuset. Några konsthistoriker för fram teorin att Urban målare skulle vara identisk med en målare Urban som 1509 utförde fem stora målade glasfönster vid klostret St. Lambrecht zu Aflenz i Österrike.

## Vädersolstavlan
Urban målare anses av konsthistorikern Göran Axel-Nilsson och några andra konsthistoriker vara upphovsman till den första panoramabilden över Stockholm, Vädersolstavlan (1535), som beställdes av Olaus Petri och myntmästaren Anders Hansson för Storkyrkan. Eftersom målningen ibland förknippas med Donauskolan, är det möjligt att målaren fått sin utbildning i Tyskland.